# Saison 1985-1986 de snooker
Navigation
1984-1985 1986-1987
La saison 1985-1986 de snooker est la 18e saison de snooker. Elle regroupe 37 tournois organisés par la WPBSA entre mai 1985 et juin 1986.

## Nouveautés
- Création du Masters du Canada, du tournoi des champions du monde et du Classique de Belgique.
- Le Masters de Nouvelle-Zélande, le Masters de Malaisie et le Classique de la Costa del Sol ne sont pas reconduits.
- Deux tournois ponctuels sont au calendrier : le Masters de Chine et le tournoi pro-am open de Watney.
- Mise en place d'une série de tournois qualificatifs pour le circuit professionnel pour les années à venir, avec 6 épreuves cette saison.

## Calendrier
| C = Tournoi classé (professionnel)                                |
| NC = Tournoi non classé (professionnel)                           |
| TE = Tournoi par équipes (professionnel)                          |
| P/A = Tournoi par équipes (professionnel)                         |
| TQ = Tournoi qualificatif pour le circuit professionnel (amateur) |

| Dates (mois-jour) | Dates (mois-jour) | Tournoi                                                               | Lieu           | Site                             | Cat. | Vainqueur            | Finaliste                | Score | Références |
| 05-??             | 05-??             | Séries qualificatives pour le circuit professionnel 87/88 (épreuve 1) | Prestatyn      | Pontins                          | TQ   | Anthony Harris       | Tony Putnam              | 5-1   |            |
| 06-01             | 06-08             | Séries qualificatives pour le circuit professionnel 86/87 (épreuve 1) | Burnham-on-Sea | Sands Holiday Village            | TQ   | David Roe (en)       | Jon Wright (en)          | 5-4   |            |
| 06-08             | 06-15             | Séries qualificatives pour le circuit professionnel 86/87 (épreuve 2) | Pwllheli       | Butlin's                         | TQ   | Jon Wright (en)      | David Roe (en)           | 5-1   |            |
| 07–??             | 07–??             | Challenge Carlsberg                                                   | Dublin         | RTÉ Studios                      | NC   | Jimmy White          | Alex Higgins             | 8-3   | [ 1 ]      |
| 08–??             | 08–??             | Championnat du Canada                                                 | Toronto        |                                  | NC   | Cliff Thorburn       | Bob Chaperon             | 6-4   | [ 2 ]      |
| 08–??             | 08–??             | Masters d'Australie                                                   | Sydney         | Parmatta Club                    | NC   | Tony Meo             | John Campbell (en)       | 7–2   | ,          |
| 08–??             | 08–??             | Masters de Thaïlande                                                  | Bangkok        | Ambassador Hotel                 | NC   | Dennis Taylor        | Terry Griffiths          | 4–3   | [ 5 ]      |
| 08–??             | 08–??             | Masters de Singapour                                                  | Singapour      |                                  | NC   | Steve Davis          | Terry Griffiths          | 4-2   | [ 6 ]      |
| 09–??             | 09–??             | Championnat d'Australie                                               | Sydney         | Orange RSL                       | NC   | John Campbell (en)   | Eddie Charlton           | 10–7  | [ 2 ]      |
| 09–05             | 09–08             | Masters de Hong Kong                                                  | Hong Kong      | Stade de la Reine Élisabeth      | NC   | Terry Griffiths      | Steve Davis              | 4–2   | [ 7 ]      |
| 09–09             | 09–10             | Masters de Chine                                                      | Canton         | White Swan Hotel                 | NC   | Steve Davis          | Dennis Taylor            | 2-1   |            |
| 09–19             | 09–22             | Masters d'Écosse                                                      | Glasgow        | Hospitality Inn                  | NC   | Cliff Thorburn       | Willie Thorne            | 9–7   | [ 8 ]      |
| 09-21             | 09-28             | Tournoi Pontins pro-am (automne)                                      | Prestatyn      | Pontins                          | P/A  | Gary Bray            | Mark Johnston-Allen (en) | 7–5   |            |
| 09–22             | 10–06             | Trophée Matchroom                                                     | Stoke-on-Trent | Trentham Gardens                 | C    | Cliff Thorburn       | Jimmy White              | 12-10 | [ 9 ]      |
| 10–19             | 10–27             | Grand Prix                                                            | Reading        | The Hexagon                      | C    | Steve Davis          | Dennis Taylor            | 10–9  | [ 10 ]     |
| 10–29             | 11–02             | Masters du Canada                                                     | Toronto        | CBC Television Studios           | NC   | Dennis Taylor        | Steve Davis              | 9-5   | [ 11 ]     |
| 11-24             | 30-11             | Séries qualificatives pour le circuit professionnel 87/88 (épreuve 2) | Barry Island   | Butlin's                         | TQ   | Terry Parsons        | Robert Marshall (en)     | 5-2   |            |
| 11–15             | 12–01             | Championnat du Royaume-Uni                                            | Preston        | Preston Guild Hall               | C    | Steve Davis          | Willie Thorne            | 16–14 | [ 12 ]     |
| 12–04             | 12–15             | Championnat du monde par équipes                                      | Northampton    | Derngate Centre                  | TE   | Steve Davis Tony Meo | Ray Reardon Tony Jones   | 12–5  | [ 13 ]     |
| 12–17             | 12–20             | Tournoi des champions du monde                                        | Nottingham     | East Midlands Conference Centre  | NC   | Dennis Taylor        | Steve Davis              | 9-5   | [ 7 ]      |
| 12–19             | 12–20             | Pot Black                                                             | Birmingham     | Studios Pebble Mill              | NC   | Jimmy White          | Kirk Stevens             | 2–0   | ,          |
| 01–03             | 01–12             | Classique de snooker                                                  | Warrington     | Spectrum Arena                   | C    | Jimmy White          | Cliff Thorburn           | 13–12 | [ 16 ]     |
| 01–??             | 01–??             | Open Watney                                                           | Londres        | Embassy Snooker Club             | P/A  | Gary Wilkinson       | Andrew Shaw              | 3-1   |            |
| 01–27             | 02–03             | Classique de Belgique                                                 | Ostende        | Casino d'Ostende                 | NC   | Terry Griffiths      | Kirk Stevens             | 9–7   | [ 7 ]      |
| 01–26             | 02–02             | Masters                                                               | Londres        | Wembley Conference Centre        | NC   | Cliff Thorburn       | Jimmy White              | 9–5   | [ 17 ]     |
| 02–04             | 02–09             | Championnat d'Angleterre                                              | Ipswich        | Corn Exchange                    | NC   | Tony Meo             | Neal Foulds              | 9–7   | [ 18 ]     |
| 02–11             | 02–15             | Championnat du pays de Galles                                         | Abertillery    | Abertillery Leisure Centre       | NC   | Terry Griffiths      | Doug Mountjoy            | 9–3   | [ 19 ]     |
| 02–16             | 03–02             | Open de Grande-Bretagne                                               | Derby          | Assembly Rooms                   | C    | Steve Davis          | Willie Thorne            | 12–7  | ,          |
| 03–19             | 03–23             | Coupe du monde                                                        | Bournemouth    | Bournemouth International Centre | TE   | Irlande unifiée      | Canada                   | 9–7   | ,          |
| 04–??             | 04–??             | Championnat d'Écosse                                                  | Edimbourg      | Marco's Leisure Centre           | NC   | Stephen Hendry       | Matt Gibson              | 10–5  | [ 24 ]     |
| 04–08             | 04–13             | Masters d'Irlande                                                     | Kill           | Goff's                           | NC   | Jimmy White          | Willie Thorne            | 9–5   | ,          |
| 04–19             | 05–05             | Championnat du monde                                                  | Sheffield      | Crucible Theatre                 | C    | Joe Johnson          | Steve Davis              | 18–12 | [ 27 ]     |
| 05–09             | 05–13             | Championnat d'Irlande                                                 | Belfast        | Mayfield Leisure Centre          | NC   | Dennis Taylor        | Alex Higgins             | 10–7  | [ 28 ]     |
| 05-17             | 05-24             | Séries qualificatives pour le circuit professionnel 87/88 (épreuve 3) | Barry Island   | Butlin's                         | TQ   | Martin Clark         | Paul Cavney (en)         | 5-2   |            |
| 05–??             | 05–??             | Tournoi Pontins professionnel                                         | Prestatyn      | Pontins                          | NC   | Terry Griffiths      | Willie Thorne            | 9–6   | ,          |
| 05-31             | 06-07             | Séries qualificatives pour le circuit professionnel 87/88 (épreuve 4) | Burnham-on-Sea | Sands Holiday Village            | TQ   | Gary Wilkinson       | Jim Chambers             | 5-1   |            |
| 06–??             | 06–??             | Tournoi Pontins pro-am (printemps)                                    | Prestatyn      | Pontins                          | P/A  | John Parrott         | Tony Putnam              | 7–6   |            |

## Classement mondialen début et fin de saison

### Classement après lechampionnat du monde 1985
| Rang | Évol.         | Joueur          |
| 1    | en stagnation | Steve Davis     |
| 2    | 2             | Tony Knowles    |
| 3    | en stagnation | Cliff Thorburn  |
| 4    | 3             | Kirk Stevens    |
| 5    | en diminution | Ray Reardon     |
| 6    | en stagnation | Eddie Charlton  |
| 7    | 4             | Jimmy White     |
| 8    | 1             | Terry Griffiths |
| 9    | 4             | Alex Higgins    |
| 10   | 5             | Tony Meo        |
| 11   | 2             | Dennis Taylor   |
| 12   | 6             | Willie Thorne   |
| 13   | 3             | John Spencer    |
| 14   | 6             | Bill Werbeniuk  |
| 15   | 3             | Doug Mountjoy   |
| 16   | 6             | David Taylor    |

### Classement après lechampionnat du monde 1986
| Rang | Évol.         | Joueur            |
| 1    | en stagnation | Steve Davis       |
| 2    | 1             | Cliff Thorburn    |
| 3    | 1             | Tony Knowles      |
| 4    | 7             | Dennis Taylor     |
| 5    | 1             | Kirk Stevens      |
| 6    | 1             | Ray Reardon       |
| 7    | en stagnation | Jimmy White       |
| 8    | en stagnation | Terry Griffiths   |
| 9    | en stagnation | Alex Higgins      |
| 10   | en stagnation | Tony Meo          |
| 11   | 1             | Willie Thorne     |
| 12   | 6             | Eddie Charlton    |
| 13   | 4             | Silvino Francisco |
| 14   | 2             | David Taylor      |
| 15   | en stagnation | Doug Mountjoy     |
| 16   | 3             | Joe Johnson       |